# 100-летие ТАССР (станция метро)
«100-летие ТАССР» — будущая станция Второй линии Казанского метрополитена.
Запланированная дата открытия — 2027 год.
Первоначально станция называлась Улица Юлиуса Фучика, но в результате голосования 9 июня было присвоено название 100-летие ТАССР — первоначальное название станции Зилант.
После завершения конкурса проектов интерьеров станций Второй линии, станции 100-летие ТАССР не был найден лучший проект интерьера для оформления